# 1202
| 1202               |
| ------------------ |
| Dødsfald - Fødsler |
|                    |

| Gregoriansk kalender | 1202 MCCII              |
| Ab urbe condita      | 1955                    |
| Armensk kalender     | 651 ԹՎ ՈԾԱ              |
| Kinesiske kalender   | 3898 – 3899 辛酉 – 壬戌 |
| Etiopisk kalender    | 1194 – 1195             |
| Jødisk kalender      | 4962 – 4963             |
| Hindukalendere       |                         |
| - Vikram Samvat      | 1257 – 1258             |
| - Shaka Samvat       | 1124 – 1125             |
| - Kali Yuga          | 4303 – 4304             |
| Iransk kalender      | 580 – 581               |
| Islamisk kalender    | 598 – 599               |

Konge i Danmark: Knud 6. 1182-1202 og Valdemar Sejr 1202-1241
Se også 1202 (tal)

## Begivenheder
- 25. december - Valdemar 2. Sejr krones af Anders Sunesen i Lund Domkirke
- Det fjerde korstog indledes.

## Dødsfald
- 12. november – Knud 6., dansk konge (født ca. 1162)